# Municipio de Ellsworth (Kansas)
El municipio de Ellsworth (en inglés: Ellsworth Township) es un municipio ubicado en el condado de Ellsworth en el estado estadounidense de Kansas. En el año 2010 tenía una población de 729 habitantes y una densidad poblacional de 8,32 personas por km².

## Geografía
El municipio de Ellsworth se encuentra ubicado en las coordenadas 38°44′54″N 98°12′19″O / 38.74833, -98.20528. Según la Oficina del Censo de los Estados Unidos, el municipio tiene una superficie total de 87.58 km², de la cual 87,38 km² corresponden a tierra firme y (0,23 %) 0,2 km² es agua.

## Demografía
Según el censo de 2010, había 729 personas residiendo en el municipio de Ellsworth. La densidad de población era de 8,32 hab./km². De los 729 habitantes, el municipio de Ellsworth estaba compuesto por el 93,83 % blancos, el 0,82 % eran afroamericanos, el 1,65 % eran amerindios, el 0,14 % eran asiáticos, el 0,96 % eran de otras razas y el 2,61 % eran de una mezcla de razas. Del total de la población el 8,09 % eran hispanos o latinos de cualquier raza.